# سید محمدکاظم شریعتمداری
سید محمدکاظم شریعتمداری (زادهٔ ۱۵ دی ۱۲۸۴ – درگذشتهٔ ۱۴ فروردین ۱۳۶۵) از مراجع تقلید شیعه و مؤسس دارالتبلیغ اسلامی قم و حزب جمهوری خلق مسلمان ایران در آذربایجان بود.
شریعتمداری پیش از انقلاب ۱۳۵۷ بنا بر عدم حمایت از خمینی و جنبش مردمی او داشت و بر اساس اسناد منتشر شده با ساواک همکاری و نامه نگاری بسیاری در راستای حمایت از پهلوی صورت داده است. بعد ها او از اصلاح کشور بدست دولت های پهلوی ناامید شد و به صف انقلابیون پیوست اما با خمینی و جریان او موافقت نداشت. پس از انقلاب ۱۳۵۷ بین شریعتمداری و روح‌الله خمینی در جریان کودتای نوژه، مخالفت او با ولایت فقیه و درگیری‌های حزب جمهوری خلق مسلمان ایران اختلافاتی به وجود آمد. پس از اعتراف صادق قطب‌زاده، و اتهام به همکاری شریعتمداری در همکاری و طرح ترور خمینی، جامعه مدرسین حوزه علمیه قم در اقدامی بی‌سابقه در تاریخ شیعه او را از مرجعیت خلع کردند. سپس شریعتمداری محصور شد و تا پایان عمر در حصر خانگی ماند.
اسناد منتشر شده از سفارت سابق آمریکا در ایران نشان می‌دهند که شریعتمداری و طرفداران او در تلاش برای پی ریزی کودتایی علیه جمهوری اسلامی بودند که با اشغال سفارت آمریکا این طرح ناتمام باقی ماند. بعدها بازماندگان این گروه اعتراضات و مبارزه مسلحانه محدودی در برخی شهر ها اجرا کردند که با شکست رو به رو شد.

## نسب
سید محمد کاظم شریعتمداری از سلسله ساداتی است که نسبش به علی بن حسین امام چهارم شیعیان منتهی می‌شود. یکی از اجداد وی ابوالقاسم جعفر بن حسین از نوادگان حسن اَفطَس بن علی اصغر بن زین العابدین بوده، که اکنون در بروجرد به امامزاده جعفر معروف است. برادر وی سید محمد صادق شریعتمداری بروجردی از روحانیون ساکن مشهد بود.

## تحصیلات
سید کاظم شریعتمداری تحصیلاتش را در علوم دینی در تبریز آغاز کرد و قبل از سن بلوغ در درس مکاسب حاضر شد و در ۱۸ سالگی خود مکاسب تدریس می‌نمود.
وی در خاطراتش آغاز تحصیل را این‌گونه بیان می‌کند:
«در اوایل تحصیل علوم دینی، در تبریز، مختصر تردیدی در خانوادهٔ ما برای ادامهٔ این رشته پیدا شد. شبی در خواب دیدم که پنجرهٔ اتاق نشیمن ما باز شد و حضرت رسول اکرم تشریف آوردند که در دست مبارک‌شان یک جلد کتاب شرایع الاسلام محقق حلی بود و کتاب را باز کرده و فرمودند: «فرزندم، بیا، من خودم به تو درس بگویم.» و صفحهٔ اول شرایع را از زبان پیامبر درس خواندم و از خواب بیدار شدم و دیگر تردیدمان از بین رفت و تحصیلاتم را تعقیب نمودم.»
وی پس از اتمام دروس سطح، دو سال در درس خارج میرزا صادق آقای تبریزی و سیدابوالحسن انگجی که از علمای معروف تبریز بودند، شرکت نمود و در سال ۱۳۰۳ شمسی، برای ادامهٔ تحصیل، به حوزهٔ علمیهٔ قم رفت و در درس عبدالکریم حائری یزدی شرکت نمود و دورهٔ خارج فقه و اصول را در نزدعبدالکریم حائری یزدی تا زمان فوتش آموخت و هم‌زمان همان درس را برای همدوره‌های خود مانند: حاج ملاعلی معصومی (آخوند همدانی)، سید ابوالفضل موسوی زنجانی، سید رضا زنجانی و روح‌الله خمینی درس می‌داد.
بعد از مرگ سید حسین طباطبایی بروجردی در سال ۱۹۶۲، وی به عنوان یکی از مراجع پیشتاز با مقلدانی از ایران، پاکستان، هندوستان، لبنان، کویت و قسمت‌های جنوبی خلیج فارس تبدیل شد که به همراه سید محمدرضا گلپایگانی و مرعشی نجفی در قم مشهور به آیات ثلاثه شدند که بلندپایه‌ترین روحانیون و مراجع ایران به‌شمار می‌آمد.

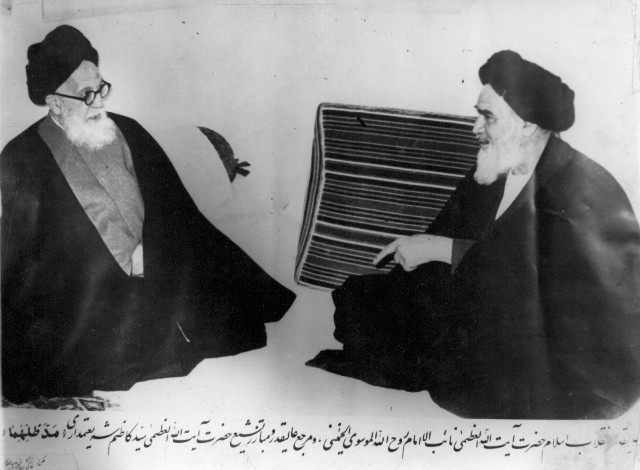
محمدکاظم شریعتمداری و روح‌الله خمینی

## در دوران پهلوی
به گفته مهدی خلجی، سید محمدکاظم شریعتمداری «اسلام مداراگر با تجدد» را نمایندگی می‌کرد که با «اسلام انقلابی» مورد ترویج سید روح‌الله خمینی در تضاد بود.

### تلاش برای آزادی سید روح‌الله خمینی
در ۱۵ خرداد ۱۳۴۲، به سبب مخالفت روح‌الله خمینی با اصول شش‌گانه انقلاب سفید، شاه وی را دستگیر و به تهران برد و زندانی کرد.
حسن شریعتمداری می‌گوید:
شاه طی سخنرانی گفته بود که او را به دادگاه صحرایی خواهد داد. … بنابراین آقای خمینی در معرض اعدام بود. البته نه دادگاهی تشکیل شده و نه ایشان محکوم شده بود. او آن موقع در زندان و در بازداشت بود. شاه از این صحبتی که کرده بود خیلی راضی نبود و فکر می‌کرد که اعدام آقای خمینی هم در سطح بین‌المللی و هم در سطح ملی دردسرهای زیادی برای او تولید خواهد کرد.
بنابراین آقای علی‌آبادی که دادستان وقت بود، آمد پهلوی پدرم و گفت آیا شما مایلید آقای خمینی از اعدام نجات پیدا کند؟ پدرم گفتند البته. ایشان جرمشان یک سخنرانی است و به جرم یک سخنرانی اصولاً کسی نباید اعدام شود و اگر راهی پیدا شود حتماً من اقدام خواهم کرد. آقای علی‌آبادی گفت که از لحاظ حقوقی فقط یک راه هست…

یک اصلی در قانون اساسی سابق بود به اسم اصل تراز یا اصل چهارم قانون اساسی سابق که در آن پنج تن از مجتهدین درجه یک، باید تطبیق مصوبات مجلس را با شرع جعفری تأیید می‌کردند، و چون چنین سمتی داشتند، در حقیقت هم‌تراز با قانون بودند و بر فراز دادگاه‌ها امنیت حقوقی داشتند؛ یعنی اگر کسی مجتهد درجه یک محسوب می‌شد، می‌توانست امنیت حقوقی داشته باشد و دادگاه‌ها محاکمه‌اش نکنند. آقای علی‌آبادی گفت از لحاظ حقوقی تنها راهش این است که شما تأیید کنید که ایشان یک مجتهد درجه یک است، آن وقت این باعث می‌شود که ایشان محاکمه نشود. پدر من با دو نفر دیگر از مجتهدین آن روزگار یعنی آقای آملی تهرانی و آیت‌الله میلانی که مرجع تقلید بودند یک گواهی‌نامه‌ای را امضا کردند که آقای خمینی مجتهدند و اجتهاد ایشان تأیید می‌شود و این حرف درستی بود، یعنی ایشان مجتهد بودند، چیز خلافی نبود.
برای نجات روح‌الله خمینی از اعدام و نیز آزادسازی آقایان سید حسن قمّی و بهاء الدین محلاّتی از زندان، شریعتمداری به تهران رفت و روح‌الله خمینی را به عنوان مرجع معرفی کرد تا از اعدام وی جلوگیری کند.

شریعتمداری در این زمینه می‌گوید: 
«ما همان موقع به تهران آمدیم و در شاه عبدالعظیم تمام علمای شهرستان‌ها را جمع کردیم و از سید محمدهادی میلانی که در مشهد تشریف داشتند خواهش کردیم که به آنجا بیایند و چون در آن موقع راجع به سید روح‌الله خمینی نظر محاکمه و شدّت عمل داشتند و حتّی روزنامه‌های آن موقع صحبت از اعدام می‌کردند، از آن نظر لازم دیدیم که پیشگیری بشود. حضور ما در تهران یکی دو ماه طول کشید و تا حدودی آن خیال باطل از بین رفت و یک اعلامیّه یازده مادّه‌ای صادر کردیم و تمام ادّعاهای دولت را رد کردیم.»
حسینعلی منتظری در این باره خاطره‌ای را نقل می‌کند و می‌گوید: 
«من متن تلگرافی را (که تهیّه کرده بودم) خواندم که از آقای خمینی به عنوان آیت‌الله و مرجع عالیقدر تقلید نام برده بودم، یکی از آقایان گفت: ایشان که مرجع تقلید نیست!، چه کسی از ایشان تقلید می‌کند؟، گفتم من از ایشان تقلید می‌کنم (پس ایشان مرجع تقلید است!).»

در شرح حال نعمت‌الله صالحی نجف‌آبادی چنین آمده‌است: 
«وی پس از درگذشت سید حسین طباطبایی بروجردی مقلدان را به سید روح‌الله خمینی ارجاع می‌داد تا اینکه پس از درگذشت آیت‌الله حکیم وی همراه با حسینعلی منتظری و ده تن دیگر از مدرسین و شخصیت‌های حوزه علمیه قم در پی سؤال جمعی از طلاّب مرجعیت سید روح‌الله خمینی را اعلام کردند و این عمل به عنوان یک جرم بزرگ در پرونده آنان در ساواک ضبط شد.»

## پس از انقلاب

حسینعلی منتظری در دیدار با سید محمدکاظم شریعتمداری

شریعتمداری پس از انقلاب ۱۳۵۷ ایران، با اختیارات ولی فقیه در  قانون اساسی مخالفت کرد. وی مخالف اختیارات ولی فقیه و مخالف وجود ولایت فقیه به صورت فردی یا شورایی در قانون اساسی بود و به  قانون اساسی مصوب ۱۳۵۸ رای نداد. پس از دستگیری صادق قطب‌زاده به جرم تلاش برای کودتا و بمب‌گذاری در خانه روح‌الله خمینی، نام شریعتمداری به عنوان یکی از حمایت‌کنندگان وی مطرح شد که باعث خانه‌نشینی وی تا آخر عمر گشت. قطب‌زاده اعدام شد و احمد عباسی(داماد شریعتمداری)، جواد مناقبی و سید مهدی مهدوی به عنوان رابط به زندان محکوم شدند. در هشتم اردیبهشت ماه سال ۱۳۶۱ وی توسط جامعه مدرسین حوزه علمیه قم از مرجعیت عزل شد.
محمدکاظم شریعتمداری مؤسس حزب جمهوری خلق مسلمان ایران نیز بود و در جریان درگیری‌های اسفند ۱۳۵۸، هواداران او در تبریز موفق به تصرف ساختمان رادیو و تلویزیون تبریز شدند؛ که با پیام روح‌الله خمینی به شریعتمداری برای خروج از حزب و اعدام ده تن از هوادارانش توسط دادگاه انقلاب تبریز، این حزب سرکوب و منحل اعلام شد.
حسینعلی منتظری در خاطرات خود آورده‌ است که بنا به شنیده‌های وی از برخی منابع حکومتی، ماجرای کودتای منتسب شده به قطب زاده ساختگی بوده‌ است. اگرچه قطب زاده در یک برنامهٔ تلویزیونی به این کار اعتراف کرد و اسمی هم از سید محمدکاظم شریعتمداری آورد.
وی مؤسس دارالتبلیغ اسلامی بود. محسن کدیور با نوشتن مقاله‌ای با موضوع «اسناد مظلومیت آیت‌الله شریعتمداری» مدعی شد که دارالتبلیغ اسلامی توسط جمهوری اسلامی مصادره شده و به دفتر تبلیغات اسلامی تغییر نام یافته‌ است. حسینیهٔ شخصی وی هم بنا بر مقاله محسن کدیور به سرنوشت مشابهی دچار شد.

## نظر شریعتمداری در مورد اصل ولایت فقیه
«آنچه در فقه شیعه تحت حمایت ولایت فقیه است، ولایت فقها بر امور حسبیه است؛ یعنی یتیمی هست که ولی او معلوم نیست کیست، فقیه موظف است برای آن یتیم یک ولی قهری تعیین کند. یا اموالی مجهول المالک است، باید آن را در جهت مصارف مردم تصرف، و خرج کند. یا فرض کنید مُرده‌ای بی‌صاحب مانده، باید ترتیب کفن و دفن او را بدهد. در این حدود است. نه اینکه بر جان و مال و سرنوشت مردم مسلط بشود. چنین توسعه‌ای را حتی ائمه شیعه هم به خودشان نمی‌دانستند، چه برسد به یک فقیه.»
بنابراین، این را یک بدعت در شیعه می‌دانست و از این جنبه هم مخالف بود. از جنبه مصلحت مملکت هم می‌گفت که این قانون اساسی، اصولی از آن بر حاکمیت ملی تصریح دارد مثل اصل ۶۷ و اصولی بر حاکمیت ولی فقیه تصریح دارد مثل اصل ۱۱۰، و این دو با هم در تضاد ماهُوی‌اند و باعث اصطکاک دائم خواهند شد و قانون اساسی را بی‌اعتبار خواهند کرد.

## نامه به خمینی
در سال ۱۳۶۰ خورشیدی، شریعتمداری که در زمان بازداشتِ خمینی، او را مرجع تقلید معرفی کرده بود، در نامه‌ای به خمینی نوشت: «کارد به استخوان رسیده و اگر مقصود بی‌آبرو کردن بوده، به‌کلی حاصل گردید و اگر مقصود سلب مرجعیت است، به مقصود رسیدند».

## درگذشت

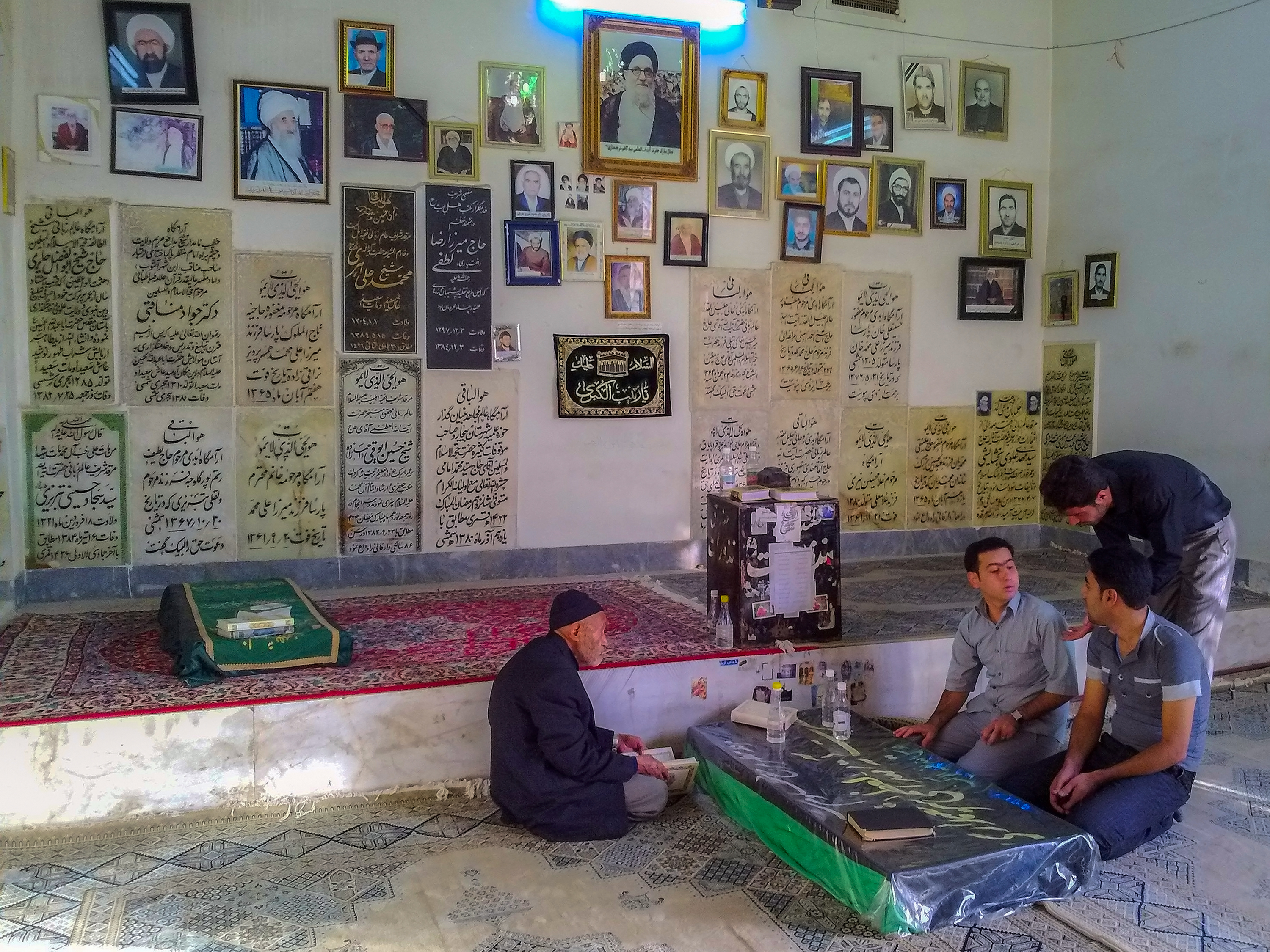
نمایی قدیمی از مقبره کاظم شریعتمداری در شهر قم

وی در غروب پنجشنبه ۱۴ فروردین ۱۳۶۵ در بیمارستان مهراد تهران، بر اثر نارسایی کلیه درگذشت. جمهوری اسلامی هواداران او را از برگزاری مراسم تشییع منع کرد و وصیتنامه او را نادیده گرفت و جسد او را شبانه در گورستان ابوحسین قم دفن کرد.
سید رضا صدر برادر بزرگتر موسی صدر پس از درگذشت شریعتمداری هنگامی که قصد اقامه نماز بر جسد وی را داشت بازداشت شد و یک روز را در بازداشت گذراند.